# Arke (Mythologie)
Arke  (altgriechisch Ἄρκη Árkē) ist eine Gottheit der griechischen Mythologie. Sie ist Tochter des Thaumas und Zwillingsschwester der Iris. 
Arke wurde im Aussehen ähnlich ihrer Schwester Iris beschrieben. Sie soll ebenfalls geflügelt gewesen sein und repräsentiert den schwächeren Nebenregenbogen, während Iris den Hauptregenbogen darstellt. Außerdem übernahm auch sie die Rolle der Botin. Allerdings war sie die Botin der Titanen in der Titanomachie, ihre Schwester hingegen stand auf Seiten der Götter. Iris übte ihre Aufgabe auch nach dem Sieg der Götter aus, Arke hindessen wurde von Zeus zusammen mit den Titanen in den Tartaros geworfen und ihr wurden obendrein ihre Flügel geraubt. Diese stellten später ein Brautgeschenk für Thetis anlässlich ihrer Hochzeit mit Peleus dar. Thetis gab die Flügel ihrem Sohn Achilleus, der von ihnen seine Schnelligkeit und seinen Beinamen Podarkes erhalten haben soll.